# Kamniški partizanski bataljon
Kamniški partizanski bataljon, tudi Kamniški bataljon je bil slovenski partizanski bataljon med drugo svetovno vojno.
Vojno-revolucionarni komite za Kamniško okrožje je 25. julija 1941 sklenil iz udeležencev vstaje na kamniškem ustanoviti Kamniški bataljon s 4 četami. Za prvega komandanta je imenoval M. Dermastio, za političnrga komisarja pa Toneta Šturma. Bataljonski štab je v začetku avgusta ustanovil le dve četi. Glavno poveljstvo slovenskih partizanskih čet je sklenilo v bataljon vključiti še Rašiško četo. Ob bataljonskem preoblikovanju 17. avgusta so na Rašici 92 borcev razdelili na 4 čete: Rašiško, Mengeško-moravško, Radomeljsko in Kamniško četo. Politični komisar je postal Roman Potočnik. Čete so delovale vsaka na svojem operativnem območju od Kamniških planin do Save in od Trojan do Šmarne gore. Bataljon je bil prva partizanska enota, ki jo je za uspešno delovanje pohvalilo vodstvo slovenskega narodnoosvobodilnega gibanja, njegove uspehe pa je moral v svojih poročilih priznati tudi nemški okupator. Nemcem je šele z okrepitvijo predvsem policijskih enot uspelo do konca oktobra 1941 prizadeti posameznim četam hude udarce in prisiliti njihove borce, da so se umaknili v Ljubljansko pokrajino in na druga območja Gorenjske.
Skupina borcev Kamniškega bataljona se je kot poseben vod vklučila v Cankarjev bataljon, vendar se je februarja 1942 vrnila v kamniško okrožje. Iz te skupine borcev je Tomo Brejc 25. marca 1942 ponovno ustanovil Kamniško četo, ki je že po mesecu uspešnega delovanja ponovno prerasla v bataljon. Obnovljen Kamniški bataljon, katerega komandant je postal Matija Blejc, politični komisar pa Jakob Molek je spomladi 1942 uspešno napadel sovražnika v Črnem grabnu in Tuhinjski dolini, velike zmage pa je izbojeval v napadih na postojanke v Zgornjih Stranjah in na Črnivcu. Junija 1942, ko je imel bataljov v 3 četah 90 borcev, se je vključil v Kokrški odred. Nemci so skušali dejavnost Kamniškega bataljona preprečiti z nasiljem nad civilnim prebivalstvom, hud udarec pa so mu prizadejali šele 24. decembra 1942 na Kostavški planini, ko je med drugimi padel tudi komandant Blejc. Po tem boju se je Kamniški bataljon z novim komandantom Tomažem Slaparjem vključil v Kamniško-savinjski odred, ob ustanovitvi Šlandrove brigade 6. avgusta 1943 pa je postal njen 3. bataljon.